# Central-Litauen
Central-Litauen (eller Mellemlitauen) var en selvstændig stat rundt om byen Vilnius i nogle år efter 1. verdenskrig da Litauen og Polen genopstod som selvstændige stater.

## Historie
Forhandlingerne om grænserne mellem Litauen og Polen efter første verdenskrig blev vanskelige på mange måder og førte til en række konflikter. Et stort område rundt om Litauens nuværende hovedstad Vilnius var det mest problematiske. Her boede en række forskellige etniske grupper som polakker, litauere, russere og hviderussere. Sprogligt var det ikke lettere. Der var polsktalende litauere og et stort antal russisktalende jøder.
Befolkningen i denne region var som følger: 70,6% polakker, 12,8% litauere, 6% hviderussere, 4,1% jøder, andre minoriteter 6,5% (russere, karaimer, tatarer, tyskere, armeniere, letter). Og selve byen Vilnius var hovedsageligt beboet af polakker, og den anden gruppe var jøder, der var meget få litauere.
En polsk-litauisk aftale i 1920, der indebar at området skulle høre til Litauen, blev ikke accepteret af dele af den polske armé som under ledelse af Józef Piłsudski uden større problemer kunne indtage Vilnius og nærliggende områder. I oktober 1920 proklameredes den selvstændige stat Central-Litauen (Litwa Środkowa). Der blev hurtigt oprettet nye samfundsfunktioner som retsvæsen, politi og postvæsen. Staten blev aldrig internationalt anerkendt og efter intense diplomatiske forhandlinger ophørte den at eksistere, da Polen på egen hånd indlemmede området i marts 1922. Folkeforbundet anerkendte dette, men Litauen holdt fast ved at Central-Litauen hørte til Litauen og Vilnius var dets hovedstad (selvom størstedelen af regionens befolkning var etniske polakker, som ønskede at tilhøre den polske stat). I mellemkrigstiden fungerede derfor Kaunas som midlertidig hovedstad i Litauen.